# Ляньцзян (Фучжоу)
Ляньцзя́н (кит. упр. 连江, пиньинь Liánjiāng) — уезд городского округа Фучжоу провинции Фуцзянь (КНР).

## История
Во времена империи Цзинь в 282 году из уезда Хоугуань был выделен уезд Вэньма (温麻县). Во времена империи Суй он был в 589 году присоединён к уезду Юаньфэн (原丰县), который в 592 году получил название Миньсянь (闽县).
После смены империи Суй на империю Тан уезд Вэньма был в 623 году образован вновь, и в том же году он был переименован в Ляньцзян.
На завершающем этапе гражданской войны эти места были заняты войсками коммунистов в августе 1949 года, однако острова Мацзу так и остались под гоминьдановским контролем, образуя в настоящее время уезд Ляньцзян Китайской республики.
После образования КНР в 1949 году был создан Специальный район Миньхоу (闽侯专区), и уезд вошёл в его состав. В 1956 году Специальный район Миньхоу был упразднён, и уезд перешёл в состав Специального района Фуань (福安专区). В 1959 году Специальный район Миньхоу был воссоздан, и уезд вернулся в его состав. В 1962 году уезд был передан под юрисдикцию властей Фучжоу, однако в 1963 году вернулся в состав Специального района Миньхоу. В 1970 году уезд был передан в состав Специального района Фуань, который в 1971 году был переименован в Округ Ниндэ (宁德地区).
Постановлением Госсовета КНР от 18 апреля 1983 года уезд был передан под юрисдикцию властей Фучжоу.

## Административное деление
Уезд делится на 16 посёлков, 6 волостей и 1 национальную волость.

## Экономика
Ляньцзян является крупнейшим в Китае центром по выращиванию морских ушек и морской капусты. В 2022 году площадь выращивания моллюсков в уезде достигла 147 кв. км, а объем производства — 54,2 тыс. тонн. Оборот отрасли, в которой работают десятки тысяч человек, составил около 10 млрд. юаней. Морские ушки из Ляньцзяна экспортируются в США, Канаду, Японию, Сингапур и другие страны.
В 2023 году площадь разведения морских ушек в Ляньцзяне составила 153 кв. км, объем производства достиг 56,6 тыс. тонн, а стоимость продукции — 4,75 млрд юаней (652,97 млн долл. США).